# Bahnstrecke Banja Luka–Sunja
| Schnellzug Zagreb–Sarajevo mit Lokomotive der Baureihe 441 in Novi Grad |                      |                                                   |                                                   |
| Streckennummer: | 63 (ŽRS)             |                                                   |                                                   |
| Kursbuchstrecke: | 52 (HŽ)              |                                                   |                                                   |
| Spurweite: | 1435 mm (Normalspur) |                                                   |                                                   |
| Stromsystem: | 25 kV 50 Hz ~        |                                                   |                                                   |
| Streckengeschwindigkeit: | 70 km/h              |                                                   |                                                   |
| |                      |                                                   |                                                   |
| \| \| 2,8 \| Banjaluka-Stadt \| Banjaluka-Stadt \| \| \| \| von Doboj \| \| \| \| \| Gleisanschlüsse \| \| \| \| 0,093,5 \| Banja Luka Vorstadt \| 153 m ü. A. \| \| \| 98,7 \| Zalužani früher Dragočaj \| 144 m ü. A. \| \| \| \| Gleisanschluss \| \| \| \| 103,0 \| Ramići \| Ramići \| \| \| 106,2 \| Prijakovci \| Prijakovci \| \| \| 110,5 \| Mišin Han \| 206 m ü. A. \| \| \| 114,9 \| Potkozarje bis 1992 Jvanjska \| 289 m ü. A. \| \| \| 120,5 \| Miloševići \| 206 m ü. A. \| \| \| 124,8 \| Piskavica \| 176 m ü. A. \| \| \| 128,7 \| Niševići \| Niševići \| \| \| \| Gleisanschluss \| \| \| \| 131,7 \| Omarska \| 167 m ü. A. \| \| \| \| von Bergwerk Tomašica \| \| \| \| 134,2 \| Donja Lamovita \| Donja Lamovita \| \| \| 137,2 \| Petrov Gaj \| Petrov Gaj \| \| \| 140,7 \| Kozarac \| 144 m ü. A. \| \| \| 144,7 \| Donji Garevci \| Donji Garevci \| \| \| \| \| \| \| \| \| Gleisanschluss Celpak, Steinbeisbahn von Srnetica \| \| \| \| 149,4 \| Prijedor \| 140 m ü. A. \| \| \| \| \| \| \| \| \| nach/von Ljubia Rudnik, Sana \| \| \| \| \| Gleisanschluss \| \| \| \| 155,5 \| Brezičani \| 137 m ü. A. \| \| \| 162,2 \| Dragotinja Donja \| Dragotinja Donja \| \| \| 166,2 \| Svodna \| 126 m ü. A. \| \| \| 169,3 \| Donja Svodna \| Donja Svodna \| \| \| 170,9 \| Petkovac \| Petkovac \| \| \| 173,9 \| Blagaj \| Blagaj \| \| \| \| Una-Bahn nach/von Knin, Sana \| \| \| \| 194,439,9 \| Novi Grad früher Bosnisch-Novi \| Novi Grad früher Bosnisch-Novi \| \| \| 32,8 \| Ravnice \| Ravnice \| \| \| \| Gleisanschluss Poljavnice \| \| \| \| \| \| 118 m ü. A. \| \| \| 28,6 \| Vodičevo \| Vodičevo \| \| \| 25,5 \| Dobrljin \| 120 m ü. A. \| \| \| \| Una, Grenze Kroatien-Bosnien und Herzegowina \| \| \| \| 19,7 \| Volinja \| Volinja \| \| \| \| \| 186 m ü. A. \| \| \| 14,4 \| Hrvatska Kostajnica \| Hrvatska Kostajnica \| \| \| \| \| \| \| \| 11,6 \| Majur \| Majur \| \| \| \| Graboštani \| \| \| \| \| Hrastovac \| \| \| \| \| von Novska \| \| \| \| \| Sunja \| \| \| \| 0,0 \| Sunja \| 105 m ü. A. \| \| \| \| nach Zagreb \| \| \| \| \| \| \| \| Quellen: * Kursbuch der Eisenbahn in Bosnien und Herzegowina. Fahrplan 2018. Auf: ec-tobias.de von Tobias Heinze * OpenStreetMap, abgerufen am 1. April 2018 * Landkarten der Franzisco-Josephinischen Landesaufnahme, Österreichisches Staatsarchiv[1] * Fahrordnung der Postzüge im Kriege, aus der k.k. Hof-und Staatsdru- ckerei, Wien, für das Jahr 1914. Auf: Vremeplov von Srećko Ignjatović \| \| \| \| |                      |                                                   |                                                   |
| Kopfbahnhof Streckenanfang (Strecke außer Betrieb) | 2,8                  | Banjaluka-Stadt                                   | Banjaluka-Stadt                                   |
| Strecke von rechts · Strecke (außer Betrieb) |                      | von Doboj                                         | von Doboj                                         |
| Abzweig geradeaus, von links und von rechts · Strecke nach rechts (außer Betrieb) |                      | Gleisanschlüsse                                   | Gleisanschlüsse                                   |
| Bahnhof | 0,093,5              | Banja Luka Vorstadt                               | 153 m ü. A.                                       |
| Haltepunkt / Haltestelle | 98,7                 | Zalužani früher Dragočaj                          | 144 m ü. A.                                       |
| Abzweig geradeaus und von links |                      | Gleisanschluss                                    | Gleisanschluss                                    |
| Bahnhof | 103,0                | Ramići                                            | Ramići                                            |
| Haltepunkt / Haltestelle | 106,2                | Prijakovci                                        | Prijakovci                                        |
| Haltepunkt / Haltestelle | 110,5                | Mišin Han                                         | 206 m ü. A.                                       |
| Bahnhof | 114,9                | Potkozarje bis 1992 Jvanjska                      | 289 m ü. A.                                       |
| Haltepunkt / Haltestelle | 120,5                | Miloševići                                        | 206 m ü. A.                                       |
| Bahnhof | 124,8                | Piskavica                                         | 176 m ü. A.                                       |
| Haltepunkt / Haltestelle | 128,7                | Niševići                                          | Niševići                                          |
| Abzweig geradeaus und von links |                      | Gleisanschluss                                    | Gleisanschluss                                    |
| Bahnhof | 131,7                | Omarska                                           | 167 m ü. A.                                       |
| Abzweig geradeaus und nach links |                      | von Bergwerk Tomašica                             | von Bergwerk Tomašica                             |
| Haltepunkt / Haltestelle | 134,2                | Donja Lamovita                                    | Donja Lamovita                                    |
| Haltepunkt / Haltestelle | 137,2                | Petrov Gaj                                        | Petrov Gaj                                        |
| Bahnhof | 140,7                | Kozarac                                           | 144 m ü. A.                                       |
| Haltepunkt / Haltestelle | 144,7                | Donji Garevci                                     | Donji Garevci                                     |
| Strecke von links · Strecke nach rechts |                      |                                                   |                                                   |
| Abzweig geradeaus und nach rechts · Strecke von links (außer Betrieb) · Strecke quer (außer Betrieb) |                      | Gleisanschluss Celpak, Steinbeisbahn von Srnetica | Gleisanschluss Celpak, Steinbeisbahn von Srnetica |
| Bahnhof · Kopfbahnhof Streckenende (Strecke außer Betrieb) | 149,4                | Prijedor                                          | 140 m ü. A.                                       |
| Strecke |                      |                                                   |                                                   |
| Abzweig geradeaus, nach links und ehemals von links · Strecke quer |                      | nach/von Ljubia Rudnik, Sana                      | nach/von Ljubia Rudnik, Sana                      |
| Abzweig geradeaus und von links |                      | Gleisanschluss                                    | Gleisanschluss                                    |
| Bahnhof | 155,5                | Brezičani                                         | 137 m ü. A.                                       |
| Haltepunkt / Haltestelle | 162,2                | Dragotinja Donja                                  | Dragotinja Donja                                  |
| Bahnhof | 166,2                | Svodna                                            | 126 m ü. A.                                       |
| Haltepunkt / Haltestelle | 169,3                | Donja Svodna                                      | Donja Svodna                                      |
| Haltepunkt / Haltestelle | 170,9                | Petkovac                                          | Petkovac                                          |
| Haltepunkt / Haltestelle | 173,9                | Blagaj                                            | Blagaj                                            |
| Abzweig geradeaus, nach links und von links · Strecke quer |                      | Una-Bahn nach/von Knin, Sana                      | Una-Bahn nach/von Knin, Sana                      |
| Bahnhof | 194,439,9            | Novi Grad früher Bosnisch-Novi                    | Novi Grad früher Bosnisch-Novi                    |
| Haltepunkt / Haltestelle | 32,8                 | Ravnice                                           | Ravnice                                           |
| Abzweig geradeaus und von links |                      | Gleisanschluss Poljavnice                         | Gleisanschluss Poljavnice                         |
| Kulminations-/Scheitelpunkt |                      |                                                   | 118 m ü. A.                                       |
| Haltepunkt / Haltestelle | 28,6                 | Vodičevo                                          | Vodičevo                                          |
| Bahnhof | 25,5                 | Dobrljin                                          | 120 m ü. A.                                       |
| Strecke nach links · Strecke von rechts |                      | Una, Grenze Kroatien-Bosnien und Herzegowina      | Una, Grenze Kroatien-Bosnien und Herzegowina      |
| Bahnhof | 19,7                 | Volinja                                           | Volinja                                           |
| Kulminations-/Scheitelpunkt |                      |                                                   | 186 m ü. A.                                       |
| Haltepunkt / Haltestelle | 14,4                 | Hrvatska Kostajnica                               | Hrvatska Kostajnica                               |
| Strecke von links · Strecke nach rechts |                      |                                                   |                                                   |
| Bahnhof | 11,6                 | Majur                                             | Majur                                             |
| Haltepunkt / Haltestelle |                      | Graboštani                                        | Graboštani                                        |
| Bahnhof |                      | Hrastovac                                         | Hrastovac                                         |
| Abzweig geradeaus und von rechts |                      | von Novska                                        | von Novska                                        |
| Brücke über Wasserlauf |                      | Sunja                                             | Sunja                                             |
| Bahnhof | 0,0                  | Sunja                                             | 105 m ü. A.                                       |
| Strecke |                      | nach Zagreb                                       | nach Zagreb                                       |
| |                      |                                                   |                                                   |
| Quellen: * Kursbuch der Eisenbahn in Bosnien und Herzegowina. Fahrplan 2018. Auf: ec-tobias.de von Tobias Heinze * OpenStreetMap, abgerufen am 1. April 2018 * Landkarten der Franzisco-Josephinischen Landesaufnahme, Österreichisches Staatsarchiv * Fahrordnung der Postzüge im Kriege, aus der k.k. Hof-und Staatsdru- ckerei, Wien, für das Jahr 1914. Auf: Vremeplov von Srećko Ignjatović |                      |                                                   |                                                   |

Die Bahnstrecke Banja Luka–Sunja ist eine 1870 bis 1891 von den Chemins de fer Orientaux (CO), der k.u.k. Militärbahn Banjaluka–Dobrlin (kukMB) und den k.u. Staatsbahnen (MÁV) erbaute eingleisige und von den Jugoslawischen Staatsbahnen (JŽ) elektrifizierte Eisenbahnstrecke in Bosnien und Herzegowina und Kroatien. Die Strecke wurde von 1878 bis 1915 von der  k.u.k. Militärbahn Banjaluka–Dobrlin (kukMB, serbokroat. C.i.K. vojnicka željeznica Banja Luka–Dobrljin) betrieben. Heute ist sie Teil der internationalen Verbindung von Sarajevo nach Zagreb, wobei das bosnisch-herzegowinische Teilstück den Željeznice Republike Srpske (ŽRS) und der kroatische Abschnitt der Hrvatske željeznice (HŽ) gehört.

## Geschichte

### Erste Pläne einer Orientbahn
Der türkische Sultan Abdülaziz verfolgte Pläne zum Bau von Bahnstrecken in Rumelien, dem europäischen Teil des Osmanischen Reichs. Diese sollten von Konstantinopel über Adrianopel, Niš, Mitrovica, Sarajevo und Banja Luka nach Dobrljin an der österreichisch-ungarischen Grenze führen. Dies traf sich mit den österreichischen Plänen, mit dem Bau einer „Orientbahn“ nach Konstantinopel den Einfluss auf dem Balkan vergrößern zu können. 1870 schloss der österreichische Außenminister Ferdinand Beust mit dem osmanischen Großwesir Ali Pascha einen Staatsvertrag zum Bau einer Eisenbahn zwischen Österreich-Ungarn und den türkischen Bahnen über Bosnien ab. Doch Ungarn bevorzugte eine Verbindung über Budapest–Belgrad–Niš nach Konstantinopel und kündigte die Verweigerung einer allfälligen Konzession für eine Bahnstrecke von Novi Grad nach Sisak an.
Am 31. Mai 1868 erhielt die belgische Firma Van der Elst & Cie. die Konzession für eine Bahnstrecke von Konstantinopel nach Wien. Wegen fehlenden Finanzmitteln verfiel die Konzession  und wurde am 17. April 1869 von Baron Moritz von Hirsch übernommen. Die Bauzeit der 2500 Kilometer langen Gesamtstrecke durch das gebirgige Bosnien und den Sandžak war mit sieben bis zehn Jahren ehrgeizig angesetzt.

### Bau und Betrieb des ersten Teilstücks der Orientbahn

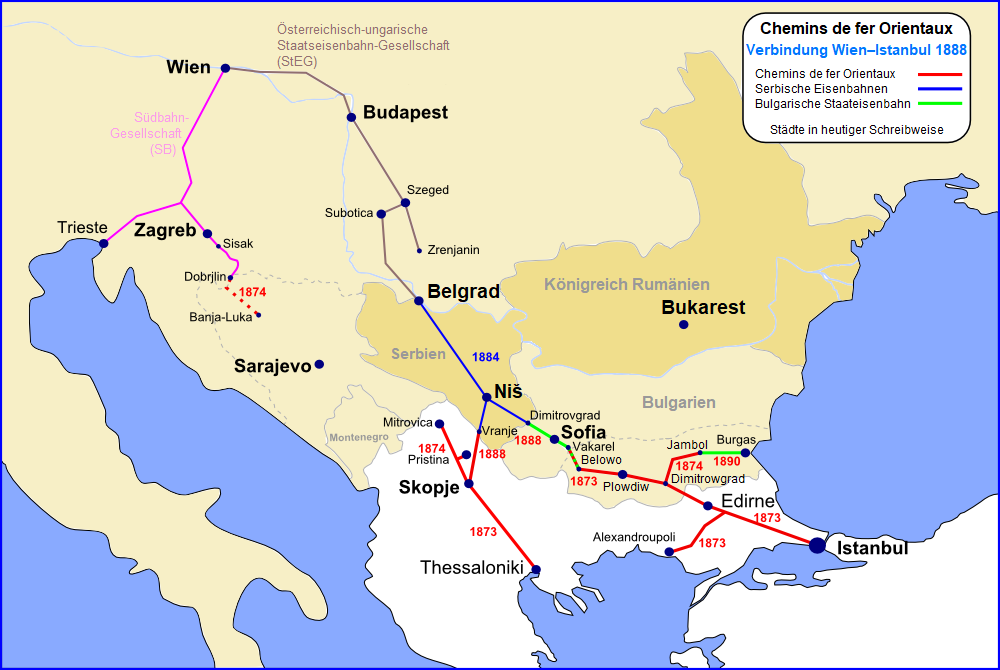
Die durch Ungarn und Serbien verlaufende Orientverbindung war 1888 durchgehend befahrbar. Sie war wesentlich billiger zu bauen als die Linienführung über mehrere bosnische Gebirgszüge. Die Strecke Sunja–Banja Luka blieb bis 1951 eine Stichbahn.

Baron Hirsch baute zuerst die technisch einfachen und kostengünstigen Abschnitte der Eisenbahn. Im Jahr 1870 wurde in der damaligen osmanischen Provinz Bosnien und Herzegowina mit dem Bau der Bahnstrecke von Banja Luka nach Dobrljin begonnen. Am 24. Dezember 1872 konnten die Chemins de fer Orientaux auf einem ersten Streckenabschnitt den Betrieb aufnehmen, am 5. Jänner 1873 folgte die feierliche Eröffnung der 101,6 Kilometer langen Strecke. Für einen großen Teil der einheimischen Bevölkerung waren die Fahrkarten der Bahn zu teuer und der Inselbetrieb mit dem äußerst dünnen Fahrplan warf kaum Ertrag ab. Nach nur drei Jahren wurde der Betrieb am 14. November 1875 eingestellt und die Strecke verfiel.
Durch den Staatsbankrott des Osmanischen Reiches 1875 und den Unruhen in Bosnien geriet der Weiterbau der Strecken ins Stocken und kam ab 1877 völlig zum Erliegen.

### Wiederinstandsetzung durch die k.u.k. Armee

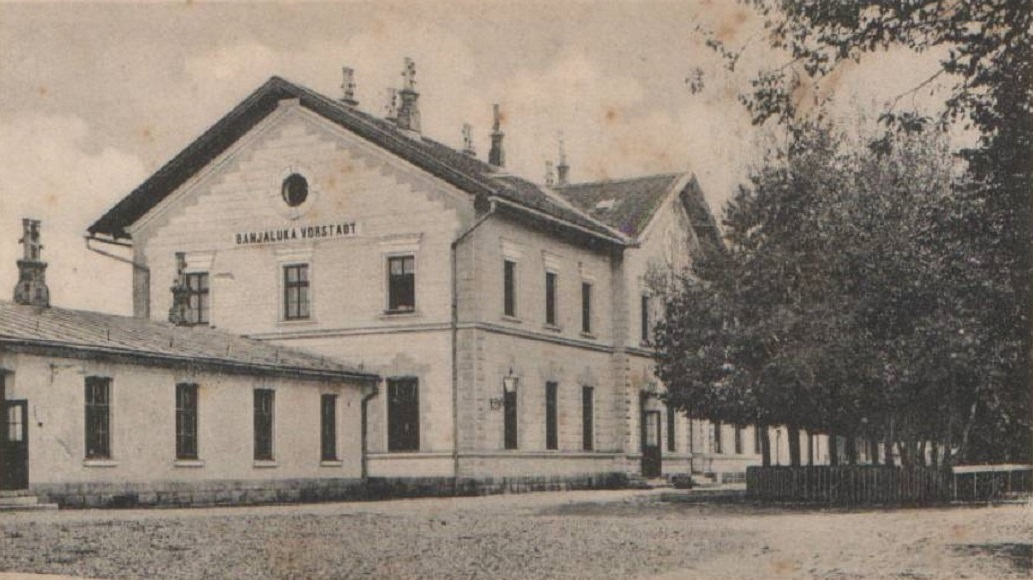
Repräsentatives Aufnahmsgebäude des Bahnhofs Banja Luka. Nach der Verlängerung der Strecke ins Stadtzentrum wurde die Station als Banjaluka-Vorstadt bezeichnet, blieb aber Betriebsmittelpunkt der Militärbahn.

1878 wurde Österreich-Ungarn im Berliner Kongress ermächtigt, Bosnien und die Herzegowina unbefristet zu besetzen und zu verwalten. Was als friedlicher Einmarsch geplant war, wurde zum drei Monate dauernden verlustreichen Okkupationsfeldzug. Dabei stießen die Besatzer auf die Überreste der unter osmanischer Herrschaft errichteten Bahnstrecke Banja Luka–Dobrljin. Weil es an ausgebauten Straßen und Verkehrswegen mangelte, erachtete die k.u.k. Armee den raschen Aufbau eines Eisenbahnnetzes als zwingend notwendig.
Das Reichskriegsministerium finanzierte die Rekonstruktion der Bahnstrecke, um Westbosnien zu erschließen und die Einwohner zu beruhigen. Am 7. September 1878 begannen neun Feldeisenbahnabteilungen mit den Arbeiten, die an vielen Stellen fast einem Neubau gleichkamen. Brücken waren eingestürzt, Aufnahmsgebäude zerstört und vom Rollmaterial war nur noch ein Rest vorhanden. Nach den aufwendigen Reparaturarbeiten konnten nach drei Monaten am 1. Dezember 1878 das Teilstück Banja Luka–Prijedor und am 16. Februar 1879 der Abschnitt Prijedor–Novi Grad dem Militäreisenbahnbetrieb übergeben werden. Am 24. März folgte der restliche Abschnitt nach Dobrljin. Ende 1879 war der endgültige Ausbau durchgeführt und die Bahn stand auch dem zivilen Verkehr zur Verfügung. Von den Fahrzeugen der ehemaligen Orientbahn konnten die Schlepptenderlokomotiven Nr. 40–41 und die Tenderlokomotiven Nr. 401–403 repariert werden.

### Betrieb der k.u.k. Militärbahn Banjaluka–Dobrlin

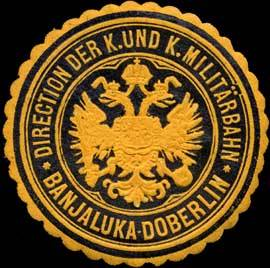
Siegelmarke der Direktion der k.u.k. Militärbahn Banjaluka–Dobrlin

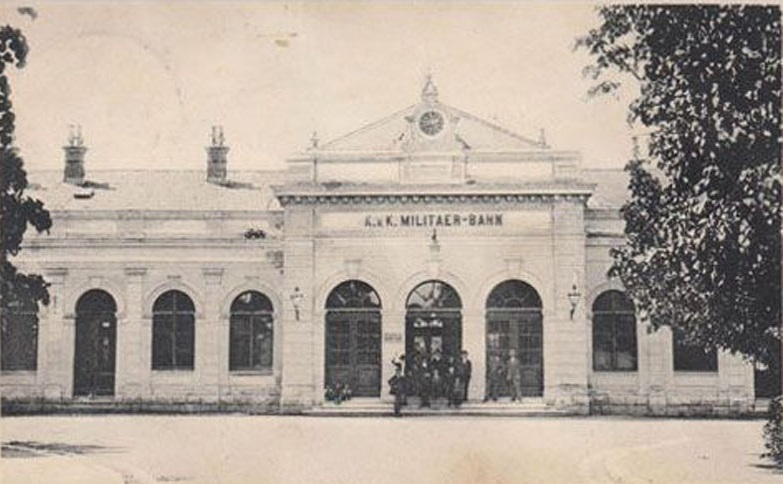
Empfangsgebäude Banjaluka-Stadt mit der Beschriftung „k.u.k. Militär-Bahn“

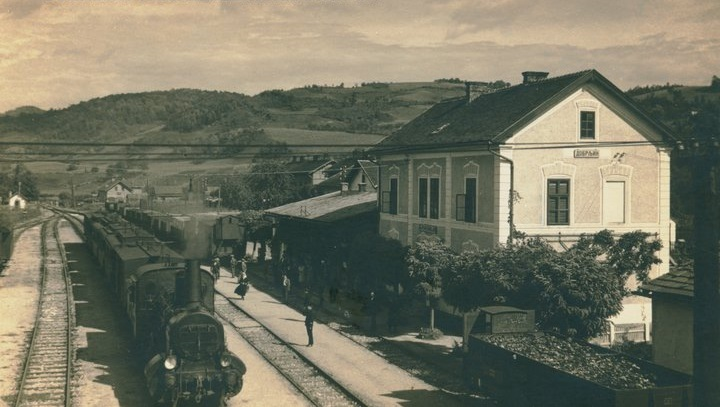
Personenzug in der Station Dobrljin, dem ersten Bahnhof in Bosnien und Herzegowina

Da sich das Reichskriegsministerium und das ungarische Verkehrsministerium nicht über eine Kostenübernahme einig wurden, unterblieb eine Übergabe der Bahn an die k.u. Staatsbahnen (MÁV). Die nun als k.u.k. Militärbahn Banjaluka–Dobrlin (kukMB) bezeichnete Strecke wurde der Leitung des Eisenbahnbüros des Reichskriegsministeriums unterstellt und das Betriebspersonal gehörte bis 1883 den Feldeisenbahnabteilungen an.
Schmerzhaft machte sich der Inselbetrieb ohne Anschluss an das Streckennetz der Monarchie bemerkbar. Die ungarische Regierung verweigerte die Konzession für eine Verbindung von Dobrljin nach Sisak. Auf Veranlassung des Reichskriegsministeriums begannen trotzdem im Jahr 1881 die Bauarbeiten. Am 10. April 1882 wurde die 48 Kilometer lange Lücke zwischen der kukMB und Sisak geschlossen und der neu eröffnete Streckenabschnitt der MÁV übergeben. Von nun an verkehrten zwischen Wien Südbahnhof und Banja Luka täglich Kurswagen 1. und 2. Klasse. Gemäß Betriebsvertrag übernahm die Militärbahn den Fahrbetrieb auf dem Abschnitt Dobrljin–Volinja.
Die beim bosnischen Okkupationsfeldzug gemachten Erfahrungen führten 1883 zur Ablösung der bisherigen 15 Feldeisenbahnabteilungen durch das k.u.k. Eisenbahn- und Telegraphen-Regiment, das aus zwei Bataillonen bestand. Zwei Kompanien versahen ab 1885 den Betriebsdienst. Wegen den Schwierigkeiten durch die Wechsel der militärischen Mannschaften wurde von 1888 bis 1897 die Militärbahn reorganisiert und das militärische Betriebspersonal allmählich durch Zivilbedienstete ersetzt. Als Direktor blieb ein Stabsoffizier des Eisenbahnregiments im Rang eines Majors.
Ab 1888 bauten die Militäreisenbahner ihre Strecke in einen erstklassigen Zustand aus. Dank Neutrassierungen, schwereren Schienen und eisernen statt hölzernen Brücken konnte die Höchstgeschwindigkeit von 30 auf 40 und später auf 60 km/h angehoben werden. Am 1. Oktober 1891 wurde die Bahn um 2,8 Kilometer bis ins Zentrum der Stadt Banja Luka verlängert und der neue Endbahnhof mit Banjaluka-Stadt bezeichnet.

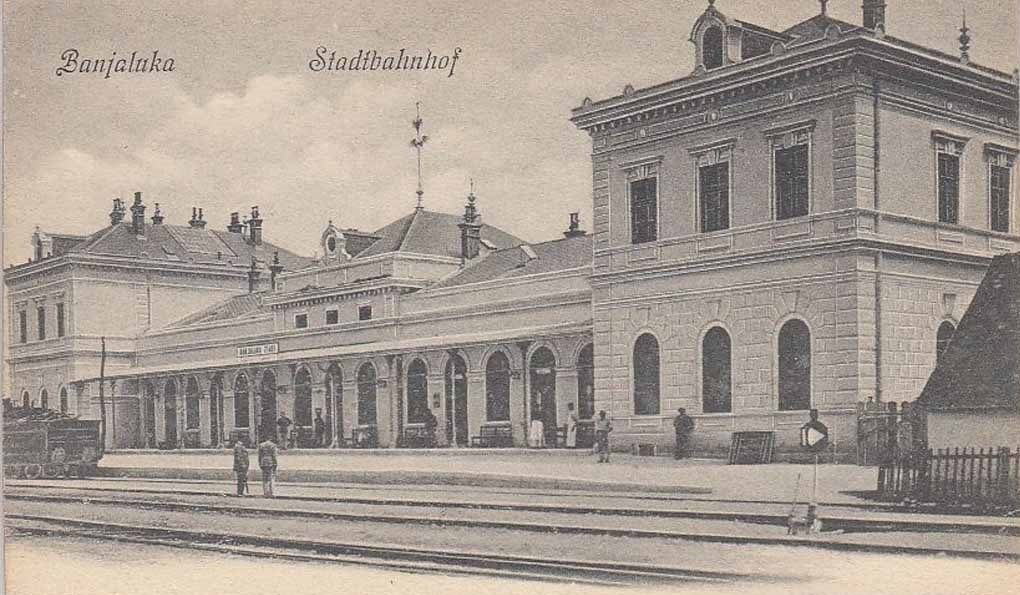
1891 verlängerte die Militärbahn ihre Strecke ins Stadtzentrum und erstellte 1898 das großzügige Aufnahmsgebäude Banjaluka-Stadt.
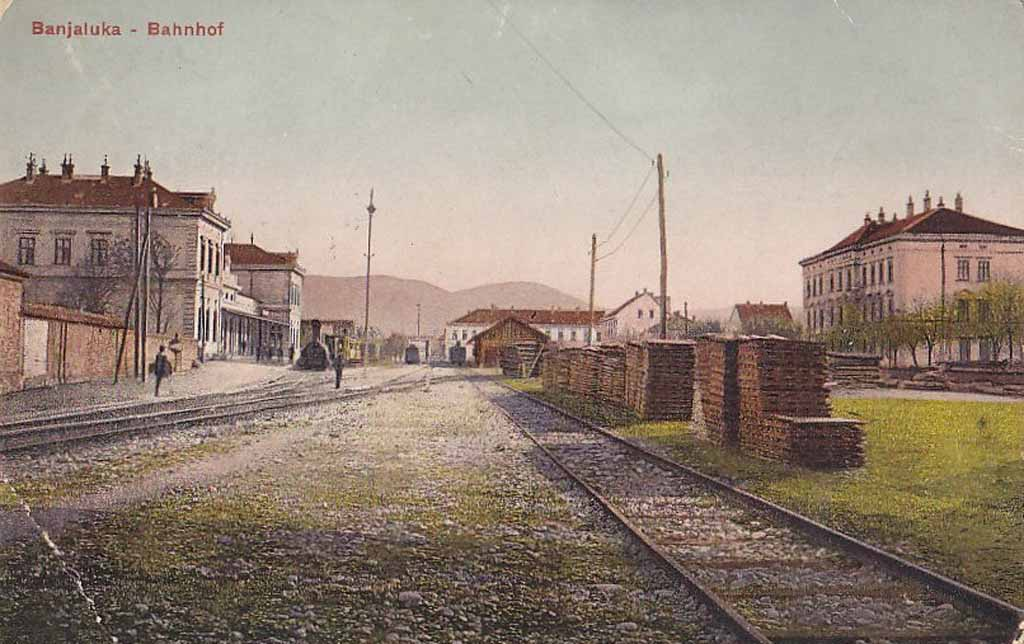
Gleisanlage des Bahnhofs Banjaluka-Stadt
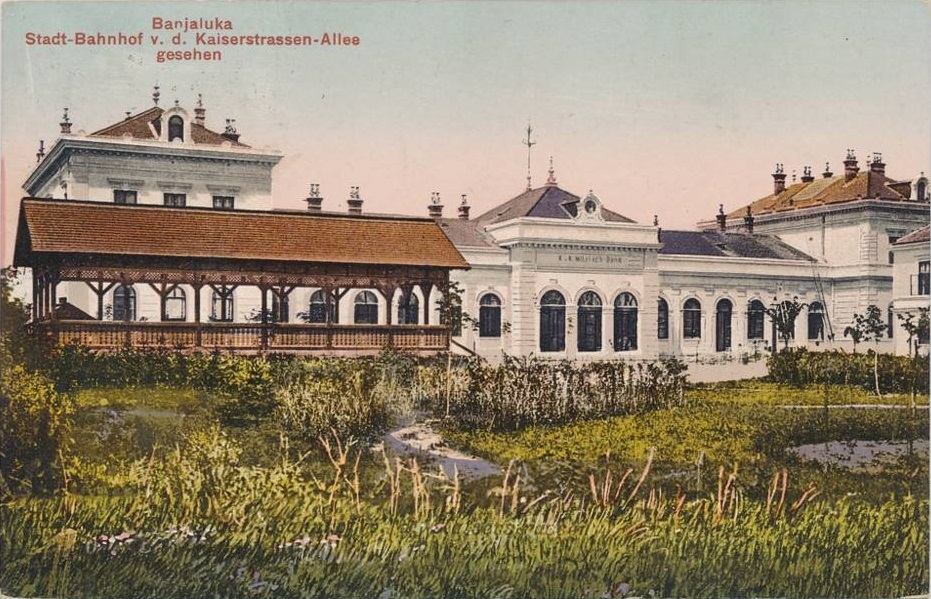
Straßenseite des Stadtbahnhofs Banja Luka mit Park und Holzpavillon als schattenspendende Sitzgelegenheit
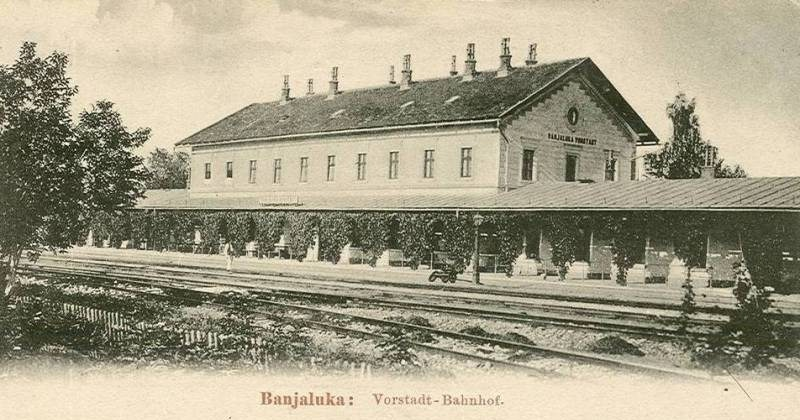
Der ursprüngliche Endbahnhof wurde nach der Verlängerung in Banjaluka-Vorstadt umbenannt, blieb aber Betriebsmittelpunkt der Militärbahn.

1911 verkehrten täglich ein Personenzugpaar und mehrere gemischte Züge. Während der Betrieb ursprünglich noch defizitär war, schloss er ab den Neunzigerjahren mit Überschüssen ab. Weil die Stichstrecke keinen Anschluss an Sarajevo oder anderen bedeutenden Orten Bosniens hatte, betrieb die Militärbahn eine 73 Kilometer lange Postwagenlinie von Banja Luka nach Jajce. Nachdem die bosnisch-herzegowinische Landesregierung eine Übernahme der Militärbahn forderte, wurde in einem Gesetz vom 6. März 1913 die Strecke per 1. Juli 1915 an die Bosnisch-Herzegowinische Landesbahnen (BHLB) abgetreten. Zu dieser Zeit tobte bereits der Erste Weltkrieg, in dem die Bahnstrecke zu großer Bedeutung anstieg.

#### Lokomotiven der k.u.k. Militärbahn Banjaluka–Dobrlin
| Achsfolge | Baujahr | Hersteller      | CO-Nr.  | erste kukMB-Nr. | zweite kukMB-Nr. | SHS-Nr. ab 1918  | JDŽ-Nr. ab 1933                     | Verbleib                    | Bild                                                   |
| --------- | ------- | --------------- | ------- | --------------- | ---------------- | ---------------- | ----------------------------------- | --------------------------- | ------------------------------------------------------ |
| Bt        | 1872    | Tubize          | 401–402 | 401–402         | 11–12            |                  |                                     | ausrangiert 1908            |                                                        |
| Bt        | 1872    | Tubize          | 403     | 403             | 13               | ausrangiert 1917 |                                     |                             |                                                        |
| C         | 1872    | Hanomag         | 40–41   | 40–41           | 21–22            | 21–22            |                                     |                             |                                                        |
| C         | 1882    | Wiener Neustadt |         | 50              | 31               | 31               |                                     |                             |                                                        |
| C         | 1886    | Wiener Neustadt | 51      | 41              | 41               |                  |                                     |                             |                                                        |
| C         | 1886    | Wiener Neustadt | 52      | 51              | 51               |                  |                                     |                             |                                                        |
| C         | 1886    | Wiener Neustadt | 53–54   | 52–53           | 52–53            |                  |                                     |                             |                                                        |
| 1'C1'     | 1908    | Wiener Neustadt |         |                 | 61–62            | 61–62            | 108-001 – 002                       | HDŽ                         |                                                        |
| 1'C       | 1915    | Wiener Neustadt |         |                 | 71–72            | 71–72            | 129-001 – 002                       | HDŽ                         |                                                        |
| 1'C1'     | 1918    | MÁVAG           |         |                 | 11"–13"          | 11"–13"          | 155-001 – 003 ab 1938: 51-129 – 131 | HDŽ, Nr. 11 heute in Sombor | Schwestermaschine 331.037 der ČSD in Bratislava Vychod |

### Jugoslawien und Bosnien-Herzegowina

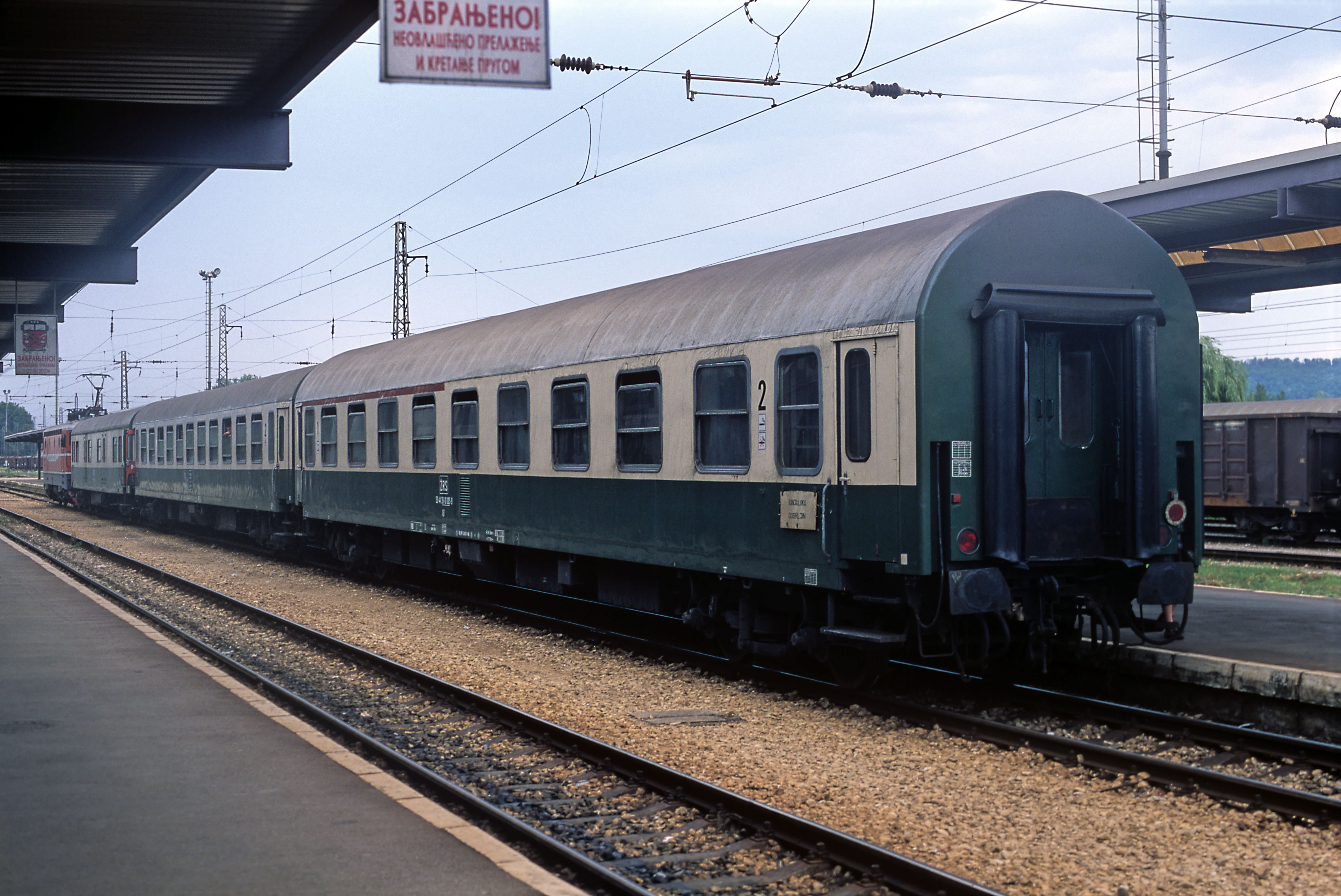
In Banja Luka zur Abfahrt bereiter Personenzug nach Dobrljin. Die Wagen stammen ursprünglich von der Deutschen Reichsbahn und kamen nach den Jugoslawienkriegen als Aufbauhilfe zu den Željeznice Republike Srpske (ŽRS).

Nach dem Zusammenbruch der Habsburger Monarchie kam die Bahnstrecke Banja Luka–Sunja zu den Železnice Kraljevine Srba, Hrvata i Slovenaca (SHS, Eisenbahnen des Königreichs der Serben, Kroaten und Slowenen) und später zu den Jugoslawischen Staatsbahnen (JDŽ/JŽ). Mit dem Bau der Bahnstrecke Doboj–Banja Luka im Jahr 1951 wurde die Stichstrecke zu einem Abschnitt der Verbindung Sarajevo–Zagreb aufgewertet. Im Rahmen des in den 1960er Jahren begonnenen 50-Hertz-Elektrifizierungsprogramms elektrifizierten die Jugoslawischen Staatsbahnen (JŽ) den Abschnitt von Banja Luka nach Sunja mit einer Fahrleitungsspannung von 25 kV.
Mit dem Zerfall Jugoslawiens kam die in der Republika Srpska liegende Strecke zu den Željeznice Republike Srpske (ŽRS). Seit dem Jugoslawienkrieg ist der Personenverkehr stark und der Güterverkehr bedeutend zurückgegangen. Die Strecke befindet sich in einem schlechten Zustand. Im April 1998 wurde der Grenzübergang Dobrljin/Volinja wieder in Betrieb genommen. Im Jahr 2011 erfolgte eine umfassende Sanierung der Kriegsschäden. Ende 2017 wurde ein Vertrag mit der China Shandong International Economic & Technical Cooperation Group unterzeichnet, um die Strecke umfassend zu erneuern. Die zulässige Höchstgeschwindigkeit soll von 70 auf 120 km/h angehoben und Eisenbahnkreuzungen durch Über- und Unterführungen ersetzt oder modernisiert werden.

## Streckenbeschreibung

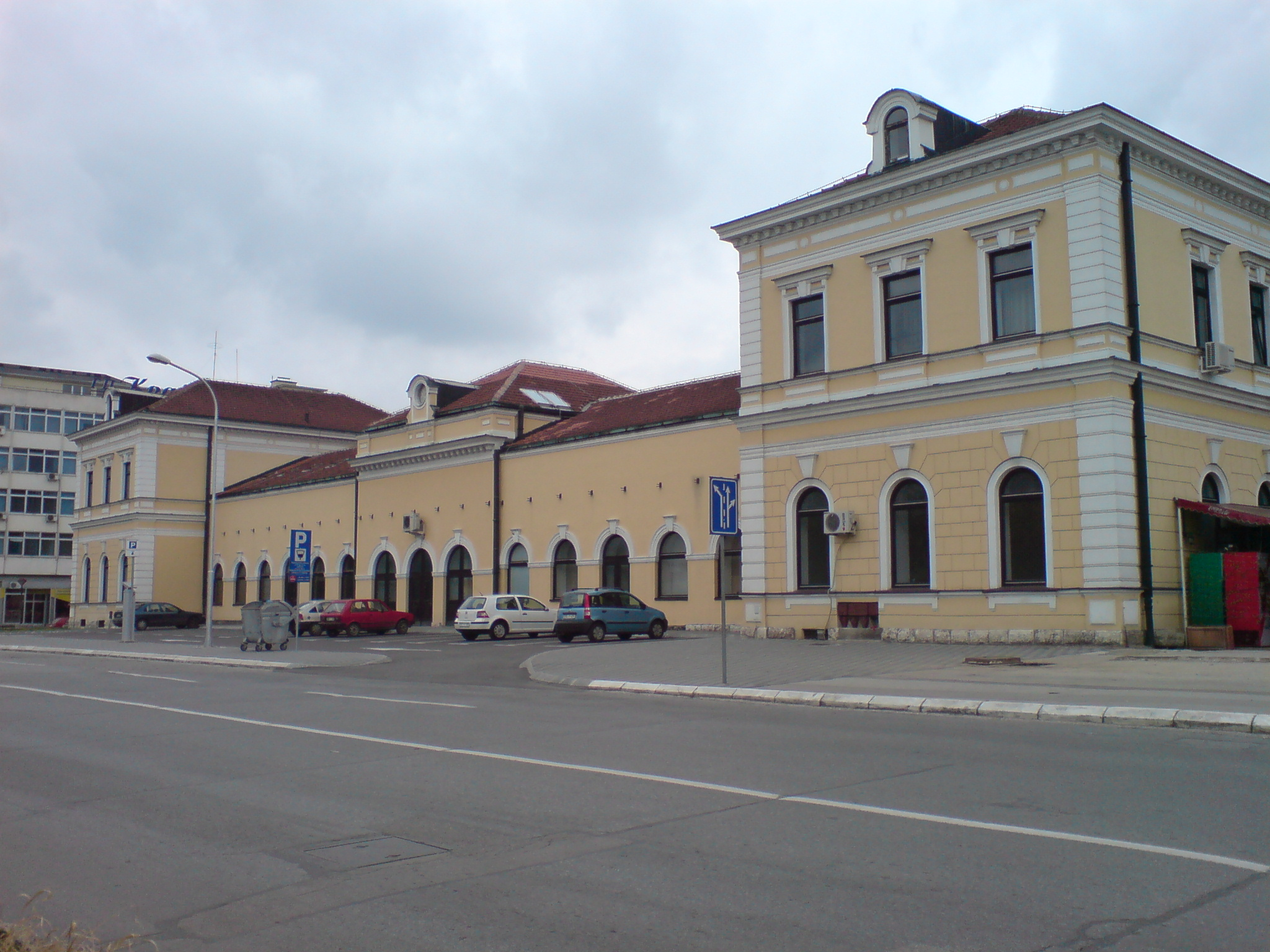
Der ehemalige Stadtbahnhof in Banja Luka aus dem Jahr 1898 beherbergt heute das Museum für zeitgenössische Kunst.

Die Strecke hat ihren Ausgangspunkt in Banja Luka, wo sie an die Bahnstrecke aus Doboj anschließt. Sie führt in der Stadt am linken Ufer des Flusses Vrbas entlang. Beim Stadtrand verlässt die Bahnstrecke das Vrbastal und folgt nun der Magistralstraße M4. Zwischen Potkozarje und Miloševići trennt sich die Bahn von der zum Ort Kozarac führenden Magistralstraße und folgt zwischen sanften, mit Buschwerk bewachsenen Abhängen der Autostraße zum Bahnhof Omarska mit den umfangreichen Anlagen des gleichnamigen Bergbauunternehmens und weiter zur weitab des Orts gelegenen Station Kozarac. Von dort führt die Trasse schnurgerade am Fischweier Ribnjak Saničani entlang nach Prijedor. Der dortige Bahnhof war bis 1975 Ausgangspunkt der schmalspurigen Steinbeisbahn.
Bis Novi Grad folgen Bahn und Magistralstraße M4 der Sana. In Brezičani ist mittels eines Gleisdreiecks das Bergwerk Ljubia Rudnik an das Bahnnetz angebunden. Der Bahnhof Novi Grad erschließt nicht nur die auf der anderen Flussseite und an der Mündung der Sana in die Una liegende Stadt, sondern bietet auch Anschluss an die nach Knin führende Una-Bahn. Die Bahntrasse nimmt zusammen mit der Magistralstraße M14 ihren Lauf entlang des rechten Ufers der Una bis Dobrljin, dem letzten Bahnhof in Bosnien und Herzegowina. Zwischen Dobrljin und Volinja überquert die Trasse den Grenzfluss und erreicht Kroatien. Eine kurze Steigung führt hinauf nach Hrvatska Kostajnica, wo die Bahn das Tal der Una verlässt und bei Majur auf die Sunja trifft. Diesem Fluss entlang führen die letzten Kilometer zum gleichnamigen Endpunkt an der Bahnlinie Novska–Zagreb.

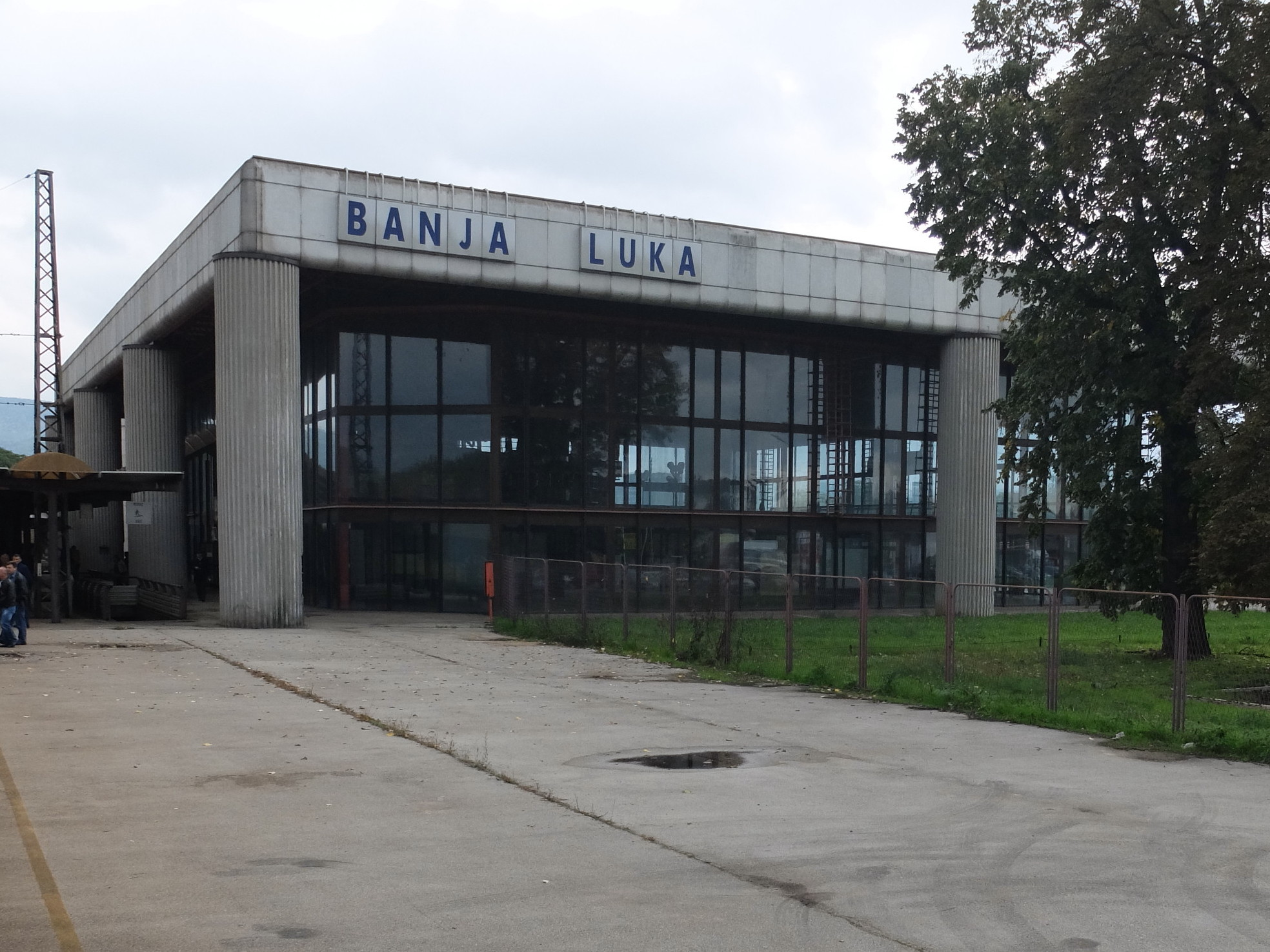
Das Empfangsgebäude des früheren Vorstadtbahnhofs Banja Luka ist einem Neubau gewichen.
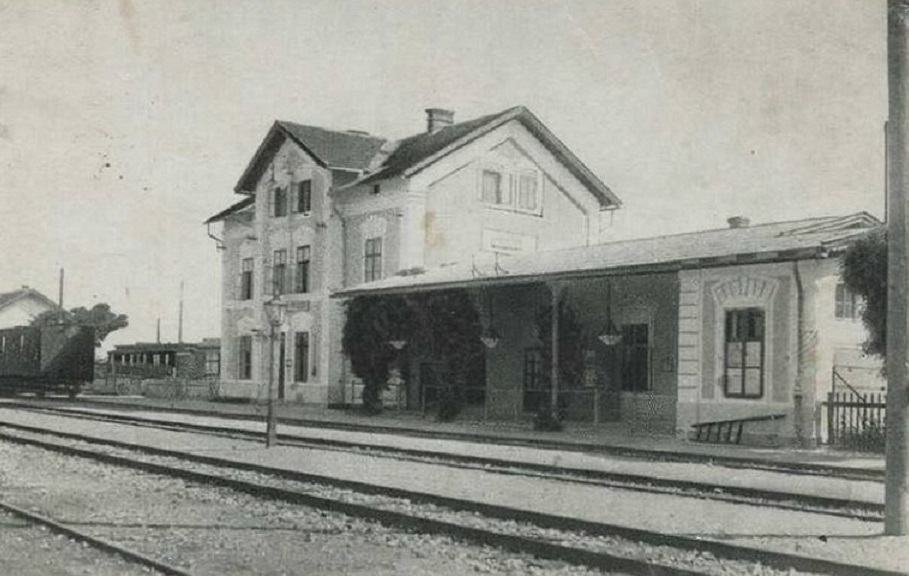
Bahnhof Prijedor auf einer alten Postkarte
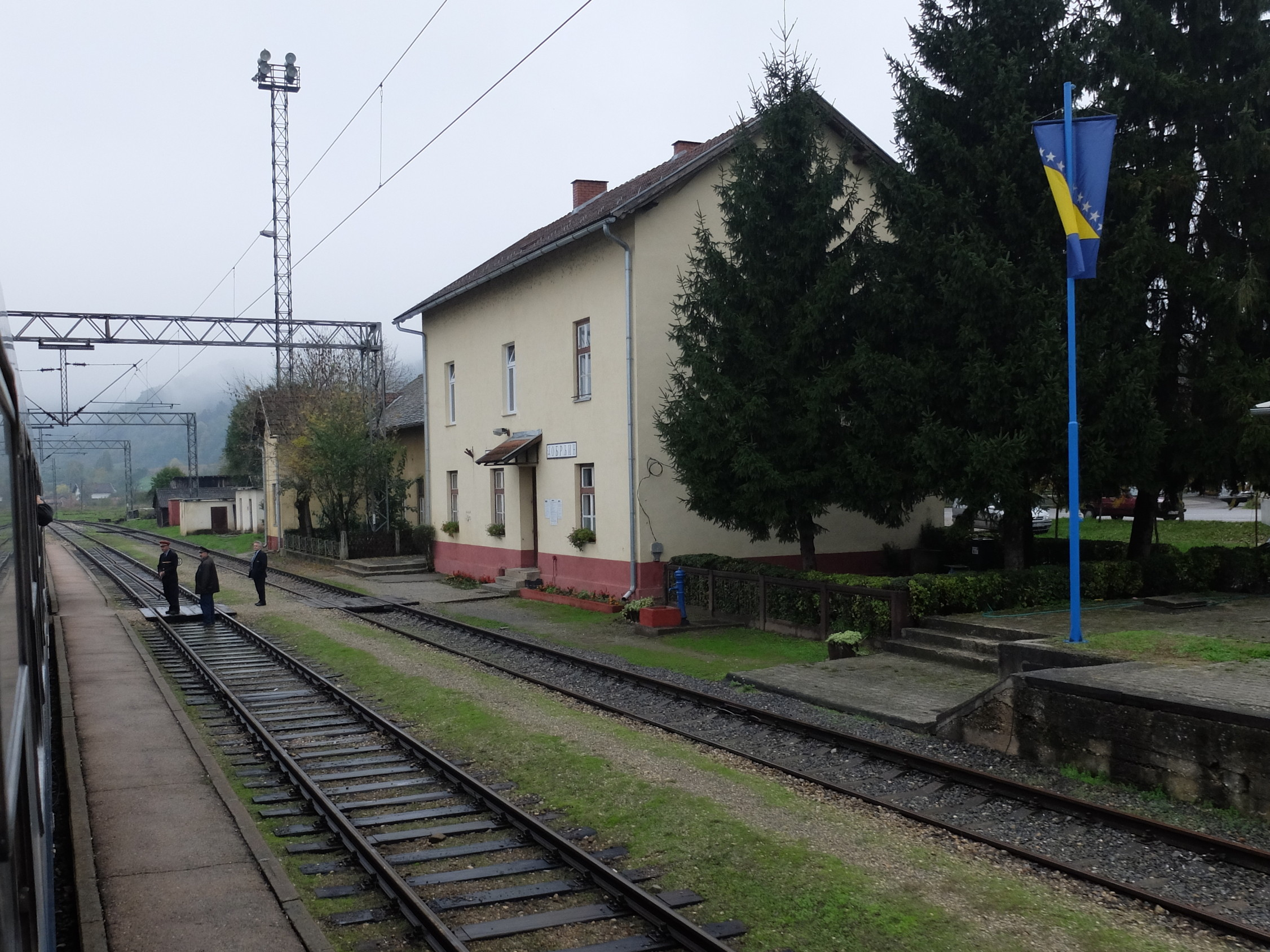
Dobrljin, letzter Bahnhof in Bosnien-Herzegowina
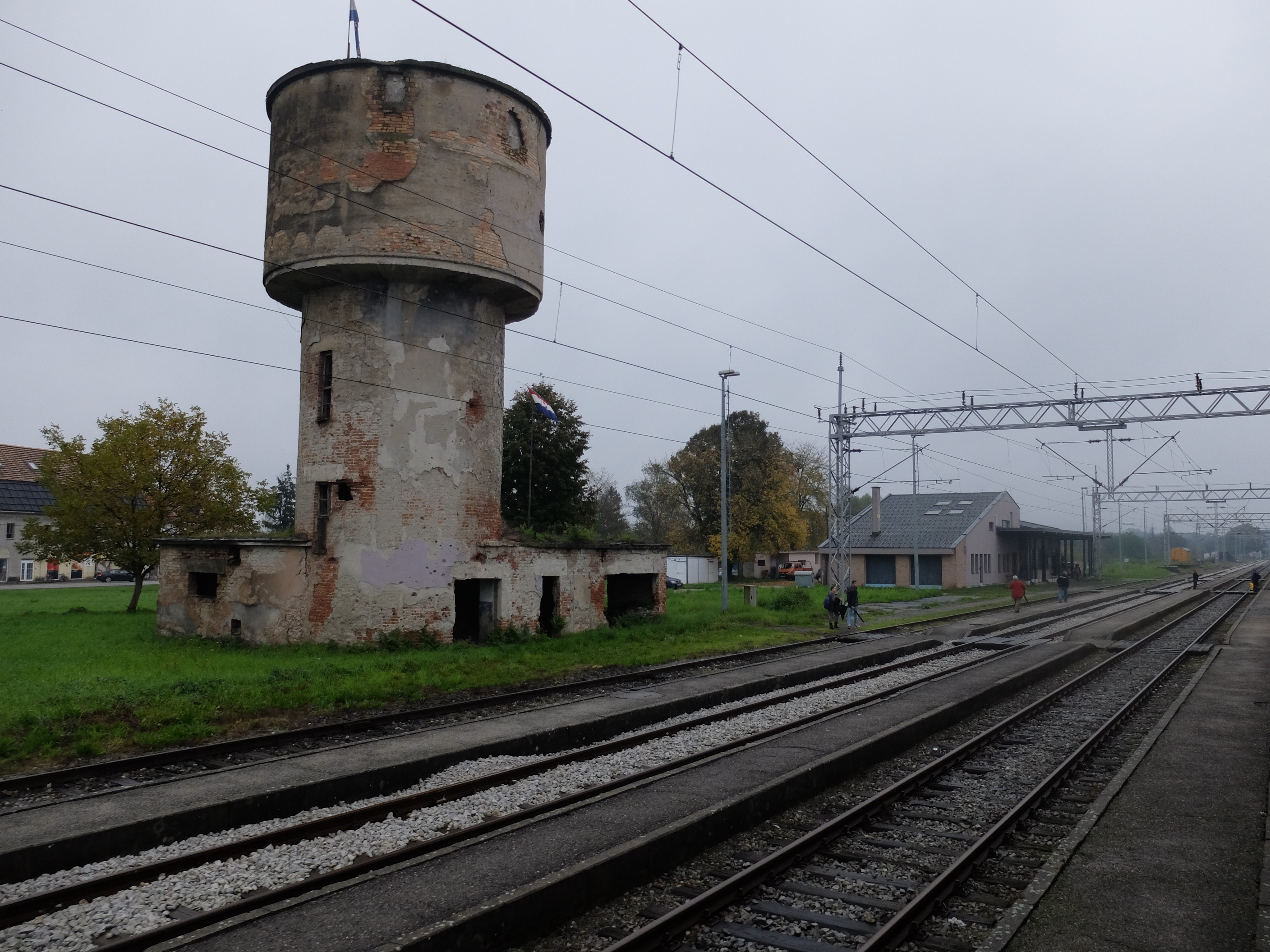
Bahnhof Sunja, Endpunkt der Strecke, mit einem alten Wasserturm

## Betrieb
Die Strecke Banja Luka–Dobrljin weist nur geringen Personenverkehr auf. Für den Regionalverkehr verkehren zwischen Doboj und Novi Grad vier Zugpaare, die zum Teil nach Dobrljin weiterfahren. Die Kroatischen Eisenbahnen (HŽ) bieten zwischen Sunja und Volinja an Werktagen sechs und in der Gegenrichtung fünf Verbindungen an.
Die direkte Verbindung Sarajevo–Zagreb war im Fahrplanjahr 2017 eingestellt. Die seit 2017 bestehende Talgo-Verbindung Sarajevo–Banja Luka wurde 2018 mit einem zweiten Zugpaar von Sarajevo über Novi Grad nach Bihać an der Una-Bahn ergänzt, welches 2020 wieder eingestellt wurde. Es war 2016 geplant, die internationalen Züge Sarajevo–Zagreb wieder einzuführen.
Aktuell (Fahrplanjahr 2023/2024) verkehren als Personenzüge auf der Strecke nur „Lokalni“ im Binnenverkehr.